# Schönherz Zoltán
Schönherz Zoltán (Kassa, 1905. július 25. – Budapest, 1942. október 9.) magyar elektromérnök, pártmunkás, munkásmozgalmi vezető.

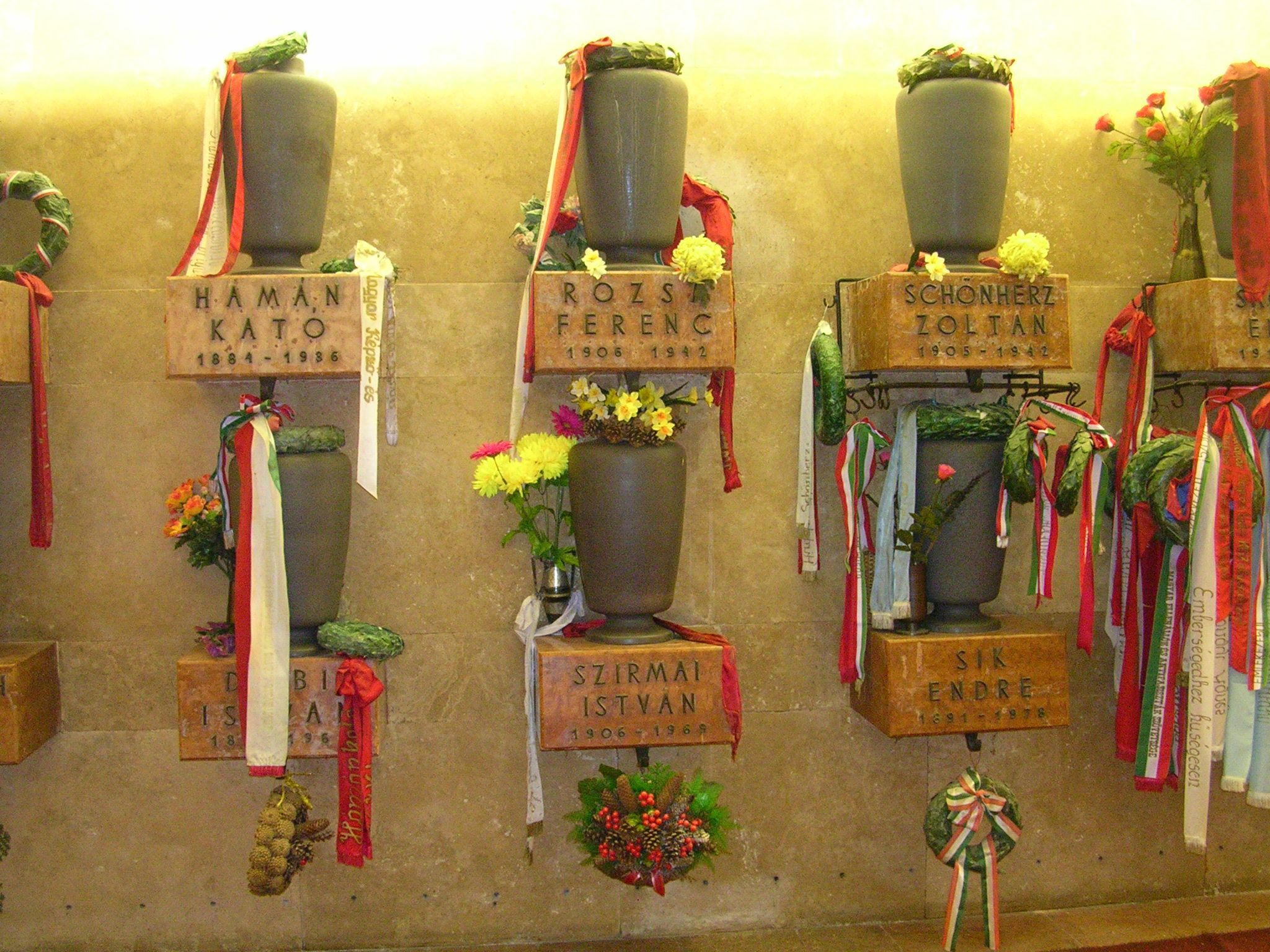
Urnája a Fiumei úti sírkert Munkásmozgalmi Panteonában, Földszinti terem, Felső sor-9)

## Élete
Schönherz Hugó és Goldhammer Malvina fia. Egyetemista volt, mikor Prágában a munkásmozgalom tagja lett. Részt vett a Magyar Fiatalok Szövetsége megszervezésében, majd az első bécsi döntést (1938. november) követően illegalitásba vonult és Magyarországon dolgozott tovább. Kapcsolatba lépett a KMP megbízottjával, Kulich Gyulával. Az Országos Ifjúsági Bizottság munkájából is kivette részét, jelen volt az 1939. augusztus 20-i budapesti munkás-paraszt ifjúsági találkozón.
1940 decemberétől szervezte a KMP háborúellenes harcát, valamint a Függetlenségi Bizottságot irányította. Ez a szervezet rendezte meg 1941. október 6-án a Batthyány-örökmécsesnél, valamint november 1-jén a Kossuth és Táncsics sírjánál lezajlott tüntetéseket. A Népszava 1941. karácsonyi számát is előkészítette, az illegális Szabad Nép szerkesztésében is segédkezett, melynek 1942. február 1-jei első számában Schönherz írta meg Szabad Nép szabad országban címmel az újság vezércikkét.
1942. július 6-án letartóztatták, elsőrendű vádlottként került 13 társával a VKF különbírósága elé, mely az 1942. szeptember 29. és 30. között lefolytatott büntetőperében halálos ítéletet hozott. Az ítélet végrehajtására október 9-én került sor a Margit körúti fogház udvarán.
Róla kapta a nevét a Schönherz Zoltán Kollégium, a Budapesti Műszaki és Gazdaságtudományi egyetem villamosmérnöki karának kollégiuma.